# The Cadillac Three
The Cadillac Three, originalmente conocido como The Cadillac Black, es una banda de rock estadounidense formada por Jaren Johnston (voz principal, guitarra), Kelby Ray (guitarra lap steel, bajo, voz) y Neil Mason (batería, voz). Los tres miembros estaban originalmente en la banda American Bang . El grupo ha lanzado tres álbumes a través de Big Machine Records y ha incluido tres sencillos en las listas Hot Country Songs y Country Airplay . Además de su propio trabajo, Johnston ha escrito sencillos para Keith Urban, Tim McGraw, Steven Tyler, Dallas Smith y Jake Owen .

## Historia
Antes de su fundación, los tres miembros estaban en el grupo American Bang, que también contaba con Ben Brown como cuarto miembro; Mason y Brown habían estado en la banda Llama antes de eso.  Entre 2011 y 2013, Johnston coescribió " You Gonna Fly " para Keith Urban, " Southern Girl " para Tim McGraw y " Days of Gold " para Jake Owen, el último de los cuales también fue coescrito por Mason.  
El grupo lanzó su álbum debut homónimo en 2012 (entonces titulado The Cadillac Black ). En febrero de 2013, el grupo firmó con Big Machine Records y reeditó su álbum.  El álbum incluye su propia interpretación de "Days of Gold". 
A finales de 2013, el trío lanzó su sencillo debut, "The South". Cuenta con voces invitadas de Florida Georgia Line, Dierks Bentley y el cantante principal de Eli Young Band, Mike Eli. Billy Dukes de Taste of Country elogió la canción por sus influencias del rock sureño .  La canción debutó en el número 58 en las listas de Country Airplay con fecha de la semana que finalizó el 21 de diciembre de 2013.  El 15 de enero de 2014, el grupo tocó su canción en un episodio de Nashville . 
En 2015, la banda tocó en un show en Estados Unidos el viernes, voló desde Estados Unidos al Reino Unido para tocar en el Download Festival el sábado y terminó subiendo al escenario usando el equipo de su colega estadounidense Black Stone Cherry, ya que el de TC3 no había llegado al Reino Unido. con ellos. A las pocas horas de su presentación en Download, regresaban a Estados Unidos para una presentación diferente en el festival al día siguiente. El 23 de abril de 2015, la banda tocó en Mane Stage en Long Beach, California. 
El segundo álbum de la banda, Bury Me in My Boots, fue lanzado el 5 de agosto de 2016. Debutó en el puesto número 5 en la lista Billboard Top Country Albums, vendiendo 11.000 copias en la primera semana. 
La banda realizó su primera gira por Estados Unidos con Monster Energy Outbreak Presents del 19 de enero al 17 de marzo.
Lanzaron su tercer álbum, Legacy, el 25 de agosto de 2017. 
Lanzaron su cuarto álbum el 7 de febrero de 2020.
El 23 de octubre de 2020, la banda lanzó su quinto álbum Tabasco & Sweet Tea a través de Big Machine Records. 
El 26 de abril de 2021, se anunció que la banda tendría su propio programa de radio en Planet Rock (estación de radio) todos los sábados por la noche durante mayo de 2021 llamado Garage Radio, el cual es en celebración de su décimo aniversario como banda. 

## Discografía

### Álbumes de estudio
| Título                                                    | Detalles                                                                              | Posiciones pico  | Posiciones pico       | Posiciones pico   | Ventas                   |
| Título                                                    | Detalles                                                                              | A NOSOTROS </br> | País de EE. UU. </br> | Reino Unido </br> | Ventas                   |
| --------------------------------------------------------- | ------------------------------------------------------------------------------------- | ---------------- | --------------------- | ----------------- | ------------------------ |
| Los tres Cadillac                                         | - Fecha de lanzamiento: 17 de abril de 2012 - Sello: Nadie compra discos, Big Machine | —                | —                     | —                 | - Estados Unidos: 40.000 |
| Entiérrame en mis botas                                   | - Fecha de lanzamiento: 5 de agosto de 2016 - Etiqueta: Máquina Grande                | 34               | 5                     | —                 | - Estados Unidos: 25.800 |
| Legado                                                    | - Fecha de lanzamiento: 25 de agosto de 2017 - Etiqueta: Máquina Grande               | 120              | 14                    | dieciséis         | - Estados Unidos: 7.700  |
| Pelusa campestre                                          | - Fecha de lanzamiento: 7 de febrero de 2020 - Etiqueta: Máquina Grande               | 172              | 17                    | 30                | - Estados Unidos: 5.900  |
| Tabasco y Té Dulce                                        | - Fecha de lanzamiento: 23 de octubre de 2020 - Etiqueta: Máquina Grande              | 74               | —                     | —                 |                          |
| Los años pasan rápido                                     | - Fecha de lanzamiento: 27 de octubre de 2023 - Etiqueta: Máquina Grande              | —                | —                     | —                 |                          |
| "—" denota lanzamientos que no aparecieron en el gráfico. |                                                                                       |                  |                       |                   |                          |

### EP
| Título            | Detalles                                                                                    | Notas |
| ----------------- | ------------------------------------------------------------------------------------------- | --- |
| soy del sur       | - Fecha de lanzamiento: 16 de marzo de 2014 - Sello: Big Machine Records                    | - EP digital exclusivo del Reino Unido. Contiene la versión original del álbum de "I'm Southern", así como tres versiones acústicas de "Tennessee Mojo", "The South" y "I'm Southern". |
| Paz, amor y Dixie | - Fecha de lanzamiento: 23 de marzo de 2015 - Sello: Big Machine Records, Spinefarm Records | - EP exclusivo del Reino Unido que se lanzó en apoyo de la gira de la banda en 2015. Incluye cuatro nuevos estudios y dos pistas en vivo.                                              |

### Individual
| Año  | Soltero                                                                   | gráfico de picos </br> posiciones | gráfico de picos </br> posiciones       | Ventas                    | Certificaciones | Álbum                   |
| Año  | Soltero                                                                   | País de EE. UU. </br>             | Transmisión en el país de EE. UU. </br> | Ventas                    | Certificaciones | Álbum                   |
| ---- | ------------------------------------------------------------------------- | --------------------------------- | --------------------------------------- | ------------------------- | --------------- | ----------------------- |
| 2013 | " El sur " (featuring Florida Georgia Line, Dierks Bentley, and Mike Eli) | 32                                | 33                                      | - Estados Unidos: 165.000 | - RIAA: Oro     | Entiérrame en mis botas |
| 2014 | "Fiesta como tú"                                                          | 48                                | 43                                      |                           |                 | Entiérrame en mis botas |
| 2015 | "Relámpago blanco"                                                        | 39                                | 38                                      | - Estados Unidos: 100.000 | - RIAA: Oro     | Entiérrame en mis botas |
| 2016 | "Borracho como tú"                                                        | —                                 | —                                       |                           |                 | Entiérrame en mis botas |
| 2017 | "Maldita sea si no lo hiciéramos"                                         | —                                 | —                                       |                           |                 | Legado                  |
| 2019 | "Los fríos con los chicos"                                                | —                                 | —                                       |                           |                 | Pelusa campestre        |

### Videos musicales
| Año  | Video                             | Director        |
| ---- | --------------------------------- | --------------- |
| 2013 | "Mojo de Tennessee"               |                 |
| 2013 | "El Sur"                          | Shane Drake     |
| 2014 | "Soy sureño"                      |                 |
| 2014 | "Fiesta como tú"                  | Brian Lázaro    |
| 2015 | "Relámpago blanco"                | David McClister |
| 2016 | "Graffiti"                        | Lyle Lindgren   |
| 2017 | "Maldita sea si no lo hiciéramos" |                 |
| 2019 | "Los fríos con los chicos"        | Dylan Rucker    |

## Premios y nominaciones
| Año  | Otorgar     | Categoría | Resultado |
| ---- | ----------- | --- | --------- |
| 2015 | Premios ACM | Evento Vocal del Año – " El Sur " </br> (con Florida Georgia Line, Dierks Bentley, Mike Eli )\|rowspan="" style="background-color:none;color:black; text-align:center; vertical-align:middle;" \| |           |